# مايك هولدر
مايك هولدر (بالإنجليزية: Mike Holder)‏ هو لاعب غولف أمريكي، ولد في 17 أغسطس 1948 في أوديسا في الولايات المتحدة.